# MIPCOM
MIPCOM (Marché International des Programmes de Communication, международный рынок коммуникационных программ) — это ежегодная выставка, проходящая во французском городе Канны, обычно в октябре, в течение 4 дней. Организатор — Reed MIDEM, дочерняя компания Reed Exhibitions.
Событие в мире телевизионной индустрии, в первую очередь привлекающее представителей телевизионных студий и телекомпаний, использующих MIPCOM как рынок, где можно купить и продать новые программы и форматы для международного распространения, а также знаменитостей для продвижения программирования.
Во время мероприятия также проходят ключевые презентации и панели с участием представителей отрасли, обсуждающих новые тенденции и разработки. Кроме того, на MIPCOM проходят мировые премьеры ожидаемых новых программ.
Непосредственно перед MIPCOM проводится специализированное мероприятие, известное как MIPJunior, которое посвящено исключительно детской телевизионной индустрии.
Существует также «сестринское» MIPCOM’у мероприятие, MIPTV Media Market, от тех же организаторов, также проходящее в Каннах, со смещением от MIPCOM в полгода (обычно в апреле). MIPCOM несколько престижнее, чем MIPTV.